# Parectecephala maculifrons
Parectecephala maculifrons är en tvåvingeart som beskrevs av Becker 1912. Parectecephala maculifrons ingår i släktet Parectecephala och familjen fritflugor. Inga underarter finns listade i Catalogue of Life.